# CCL5
CCL5 (ang.  C-C motif chemokine ligand 5), inna nazwa, RANTES (ang. Regulated on Activation, Normal T-cell Expressed and Secreted) – należąca do podrodziny CC chemokina, która jest syntetyzowana przez limfocyty T i wykazuje działanie prozapalne poprzez aktywację, chemotaksję, adhezję limfocytów T oraz ich migrację poprzez endotelium. 
Produkt genu CCL5 znajdującego się u ludzi na chromosomie 17.